# Poljana (Vrbovsko)
Poljana je naselje u Hrvatskoj u sastavu Grada Vrbovskog. Nalazi se u Primorsko-goranskoj županiji.

## Zemljopis
Sjeverozapadno su Komlenići, Radoševići, Tići, Žakule, Moravice, Mlinari i Vučinići, sjeveroistočno je Presika, sjeverno je izvor rječice, jugoistočno su Hajdine, Vujnovići, Vrbovsko i Hambarište, jugozapadno su Jablan i Stara Sušica. 

## Stanovništvo
| broj stanovnika |       |       |       | 19    | 24    | 19    | 27    | 31    | 19    | 17    | 17    | 8     | 20    | 13    | 14    | 8     | 6     |
|                 | 1857. | 1869. | 1880. | 1890. | 1900. | 1910. | 1921. | 1931. | 1948. | 1953. | 1961. | 1971. | 1981. | 1991. | 2001. | 2011. | 2021. |